# Liane de Pougy
Liane de Pougy (født 2. juli 1869, død 26. december 1950), var en Folies Bergère danser og kendt som en af Paris smukkeste og mest berygtede kurtisane.